# マリー＝クリスティーヌ＝クレティエンヌ・ド・ルーヴロワ・ド・サン＝シモン

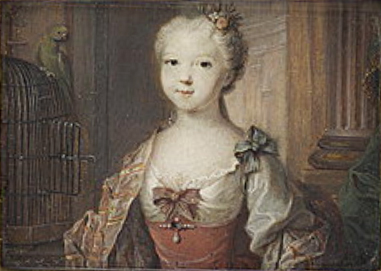
少女時代のヴァランティノワ伯爵夫人

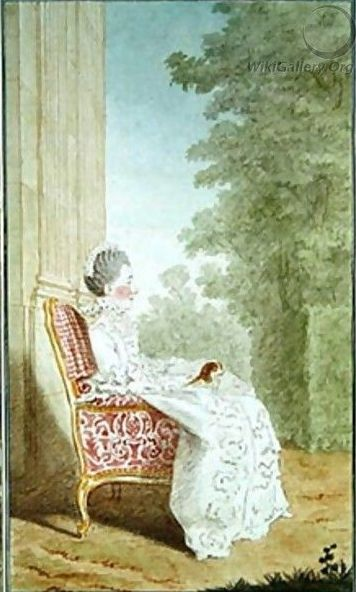
ヴァランティノワ伯爵夫人、カルモンテルによる素描

マリー＝クリスティーヌ＝クレティエンヌ・ド・ルーヴロワ・ド・サン＝シモン（Marie-Christine-Chrétienne de Rouvroy de Saint-Simon, 1728年5月7日 - 1774年7月4日）は、ブルボン朝時代フランスの貴族女性、宮廷女官。結婚に伴いモナコ公家の成員となり、ヴァランティノワ伯爵夫人と呼ばれた。

## 生涯
『回想録』で名高い文筆家サン＝シモン公爵ルイ・ド・ルーヴロワ・ド・サン＝シモンの長男リュフェック公爵ジャック＝ルイ・ド・ルーヴロワ（1698年 - 1746年）と、陸軍元帥アントワーヌ5世・ド・グラモン公爵の娘カトリーヌ＝シャルロット＝テレーズ・ド・グラモン（1707年 - 1755年）の間の一人娘。未婚時期の宮廷での呼称は「リュフェック姫（mademoiselle de Ruffec）」であった。
1749年11月10日、モナコ公オノレ3世の弟ヴァランティノワ伯爵シャルル・モーリスと結婚した。婚姻はあらかじめフランス王の裁可を得て行われた。義父のヴァランティノワ公爵ジャックから婚資としてパリ・パッシー地区の邸宅オテル・ド・ヴァランティノワの所有権を譲られた。
1754年に叔父ジャン＝アルマンが死ぬと、ラス伯爵位及びスペインのグランデ特権を相続した。翌1755年に祖父の公爵が死ぬと、存命する唯一の直系子孫としてラ・フェルテ＝ヴィダム城を始めとするサン＝シモン家の財産を相続した。1762年よりルイ15世王の娘たち、通称「メダム」の侍女となった。1770年よりプロヴァンス伯爵夫人の女官に転じた。
ヴァランティノワ伯爵夫妻は子をもうけず、1766年法的に別居した。伯爵夫人は死後、遠縁のジャック・フィリップ・ド・ショワズール＝スタンヴィル侯爵にオテル・ド・ヴァランティノワなどの資産を相続させた。

## 引用・脚注
1. ↑  Marie Christine de Rouvroy at geni.com
2. 1 2  Edwards, Anne (2017) [1992]. "Tableau Genealogique de la Famille Grimaldi". The Grimaldis of Monaco (英語). Guilford, Connecticut: Lyons Press. p. 347. ISBN 0-688-08837-6。
3. ↑  Marie Christine de Rouvroy, contessa de VALENTINOIS